# Jacinthe Zamora
Jacinto Zamora y del Rosario (né le 14 août 1835, mort exécuté le 17 février 1872) est un prêtre catholique philippin du XIXe siècle, membre de la Gomburza, un trio de prêtres faussement accusés d'encourager la sédition par les autorités coloniales espagnoles aux Philippines.

## Biographie
Né dans une famille métisse (philippino-espagnole), il se destine très jeune à la prêtrise. Après des études secondaires au Collège de San Juan de Letrán (en), il étudie le droit à l'Université de Santo Tomás et est diplômé en 1858. Il entre ensuite au séminaire diocésain de Manille et est ordonné prêtre au terme de sa formation.
Comme prêtre il est nommé à successivement à Marikina, Pasig puis Batangas. En 1864 il est curé de la cathédrale de Manille. 

### Mutinerie de la garnison militaire de Cavite
Le 20 janvier 1872 environ 200 soldats coloniaux aidés d'ouvriers philippins de la localité se révoltent. Ils s'emparent du fort San Felipe et tuent onze officiers espagnols. Néanmoins la mutinerie échoue car le reste de l'armée coloniale ne les suit pas. La révolte une fois matée le Gouverneur-Général de la région est convaincu que ce soulèvement a été orchestré par des élites locales dont des prêtres indigènes en vue de renverser le pouvoir colonial. Jacinto Zamora fait partie des personnes soupçonnées ainsi que José Apolonio Burgos et Mariano Gomez. 

### Exécuté pour l'exemple
Malgré l'absence de preuves de son implication directe, le gouverneur décide de le faire exécuter comme ses compagnons pour l'exemple. Avec 41 autres mutins il est exécuté par étranglement à Luneta, également connue en tagalog sous le nom de Bagumbayan, le 17 février 1872. L'exécution considérée comme injuste a l'effet inverse de ce que les autorités coloniales espéraient. Au lieu de dissuader les Philippins à se révolter contre la puissance coloniale ceux-ci sont galvanisés dans leur résistance. Le martyre des trois prêtres, ironiquement, contribue largement à la naissance du mouvement indépendantiste philippin.